# 風華チルヲ
風華 チルヲ（かざはな チルヲ、9月28日 - ）は、日本の漫画家。長崎県出身。男性。

## 来歴
2001年、『深夜TVお悩み相談室』でデビューを果たす。男性向け成人向け漫画雑誌やアンソロジーなどの掲載を経て、2005年に『まんがタイムきららキャラット』（芳文社）に掲載された『DESTiNATiON!』で初連載となる。
『電撃G's magazine』（アスキー・メディアワークス）『アイドライジング!外伝 オリンライジング!』、WEBコミック『百花繚乱 SAMURAI GIRLS』（原作：すずきあきら、ホビージャパン、キャラクターデザイン：Niθ）などの連載も手掛ける。2018年から『デンシバーズ』（幻冬舎コミックス）にて「小説家になろう」の小説のコミカライズ『最強の黒騎士、戦闘メイドに転職しました』（原作・百門一新）を連載している。
代表作は本人によると『アットホーム・ロマンス』、『アヴァンギャル堂!!!』、『百花繚乱 SAMURAI GIRLS』、『ももかコミカライズド』、『僕は友達が少ないショボーン!』。
同人活動においては、『美彩'd』というサークルを主催。

## 作品リスト

### 連載
- DESTiNATiON!（芳文社『まんがタイムきららキャラット』2005年6月号 - 2006年5月号）
- アットホーム・ロマンス（芳文社『まんがタイムきららキャラット』2006年7月号 - 2009年10月号）
- アヴァンギャル堂!!!（マッグガーデン『月刊コミックブレイド』2009年5月号 - 2010年4月号）
- 百花繚乱 SAMURAI GIRLS（ホビージャパン公式サイト連載WEBコミック 2009年7月 - 2013年6月）
- ももかコミカライズド（双葉社『コミックハイ!』2010年5月号[5] - 2011年12月号）
- 僕は友達が少ないショボーン!（メディアファクトリー『コミックアライブ 2011年12月号[6] - 2012年9月号、脚本・構成[6]）
- アイドライジング!外伝 オリンライジング!（アスキー・メディアワークス『電撃G's magazine』2013年1月号 - 『電撃G'sコミック』2014年9月号）
- 最強の黒騎士、戦闘メイドに転職しました（原作：百門一新、幻冬舎コミックス『デンシバーズ』2018年2月2日[3] - →『コミックブースト』）
  1. 2019年8月24日発売[7]、ISBN 978-4-344-84282-3
  2. 2019年6月24日発売[8]、ISBN 978-4-344-84463-6
  3. 2020年1月23日発売[9]、ISBN 978-4-344-84590-9
  4. 2020年9月24日発売[10]、ISBN 978-4-344-84710-1
  5. 2021年5月24日発売[11]、ISBN 978-4-344-84855-9
  6. 2021年12月24日発売[12]、ISBN 978-4-344-84957-0
  7. 2022年5月24日発売[13]、ISBN 978-4-344-85045-3
  8. 2023年1月24日発売[14]、ISBN 978-4-344-85167-2
  9. 2023年8月24日発売[15]、ISBN 978-4-344-85273-0
  10. 2024年3月23日発売[16]、ISBN 978-4-344-85390-4
  11. 2024年10月24日発売[17]、ISBN 978-4-344-85491-8
  12. 2025年7月24日発売[18]、ISBN 978-4-344-85613-4

### 読み切り
- 深夜TVお悩み相談室（『アクションピザッツ増刊 コスプレッソNo.6』）

### アンソロジーコミック
- ドージンワーク アンソロジーコミック 1（芳文社 2007年8月27日）
- マジキュー4コマ 君が主で執事が俺で 2（エンターブレイン 2007年9月25日）
- コードギアス 反逆のルルーシュ 公式コミックアンソロジー Queen 4（角川書店 2008年7月26日）
- IS 〈インフィニット・ストラトス〉 公式アンソロジーコミック（メディアファクトリー 2011年9月22日）
- 僕は友達が少ない 公式アンソロジーコミック（メディアファクトリー 2011年10月22日）
- 真剣で私に恋しなさい! S コミックアンソロジー（一迅社 2012年4月25日）
- ブラコンアンソロジー Liqueur-リキュール- 2[19]（ほるぷ出版 2012年8月11日）
- ラブライブ! コミックアンソロジー (2)（KADOKAWA 2014年6月27日）
- ラストピリオド -終わりなき螺旋の物語- 電撃コミックアンソロジー（KADOKAWA 2016年11月26日）
- この素晴らしい世界に祝福を! めぐみんアンソロジー[20]（KADOKAWA 2016年12月23日）
- ガールズ＆パンツァーの日常 4コマコミックアンソロジー2（KADOKAWA 2017年10月23日）
- ラブライブ! サンシャイン!! 公式電撃コミックアンソロジー 合宿編（KADOKAWA 2017年12月16日）
- ラブライブ!コミックアンソロジー μ'sプレシャスデイズ（KADOKAWA 2018年8月27日）
- この素晴らしい世界に祝福を! めぐみんアンソロジー 紅Aka（KADOKAWA 2018年11月1日）
- BanG Dream！ ガルパ☆ピコ コミックアンソロジー（ブシロードメディア 2019年3月14日）
- BanG Dream！ ガルパ☆ピコ コミックアンソロジー2（ブシロードメディア 2020年4月22日[21]）
- BanG Dream! ガルパ☆ピコ コミックアンソロジー3 （ブシロードメディア 2021年4月8日）
- アサルトリリィ Last Bullet コミックアンソロジー（ブシロードメディア 2021年7月27日[22]）

### 小説
- てらめぐりぶ?（白好出版、小説：森田季節） - 表紙・挿絵および漫画を担当。
  1. 2016年4月、ISBN 978-4434218378
- 異世界でチート無双してハーレム作りたいのに強すぎてみんな怖がるんですけど（（幻冬舎コミックス、小説：八神鏡）- 表紙・挿絵を担当。
  1. 2017年4月、ISBN 978-4344839823
- 最強の黒騎士、戦闘メイドに転職しました（幻冬舎コミックス、小説：百門一新）- 表紙・挿絵を担当。
  1. 2018年1月、ISBN 978-4-344-84125-3
  2. 2018年8月、ISBN 978-4-344-84293-9
  3. 2019年6月、ISBN 978-4-344-84469-8
  4. 2020年1月、ISBN 978-4-344-84596-1
  5. 2020年9月、ISBN 978-4-344-84719-4

### その他
- 「ハヤテのごとく!トレーディングカードゲーム」 （コナミデジタルエンタテインメント）
- ヴァイスシュヴァルツ魔法少女リリカルなのはStrikerS （ブシロード）
- まんがタイムきららいちまるまる（『まんがタイムきらら』2012年3月号別冊付録） - 寄稿[23]
- あなたのファントム体験（角川映画配給『ファントム/開戦前夜』公式サイト、2013年）

## 出演
- 90年代ヴィジュアル系語らナイト（2015年3月5日、10℃カフェ開催） - トークイベント出演[24]